# Strip (Lied)
Strip ist ein Lied des US-amerikanischen Musikers Chris Brown. Es erschien am 18. November 2011 als erste Single aus Browns viertem Mixtape Boy in Detention, woraufhin sie bis auf Platz 37 in den Billboard Hot 100 stieg. In Deutschland erreichte es keine Chartplatzierung. Kevin McCall ist bei dem Titel als Gastmusiker beteiligt. Außerdem diente die Veröffentlichung als Buzz-Single für Browns fünftes Studioalbum Fortune, auf dem es ebenfalls enthalten ist.

## Hintergrund und Veröffentlichung
Das Lied wurde von Brown, McCall, Amber Streeter, Lonny Bereal, Whitacre und Henderson geschrieben, während Tha Bizness als Produzenten in Erscheinung traten. Ursprünglich sollte der Titel zusammen mit einem Lied namens „Biggest Fan“ als Lead-Single von Browns fünftem Studioalbum Fortune fungieren. Nachdem im Januar allerdings die Single „Turn Up the Music“ Premiere feierte, wurde bekannt, dass dies die erste Singleauskopplung des Albums sein wird, während „Strip“ lediglich eine Buzz-Single des Albums darstelle und eine Veröffentlichung des Mixtapes ist. Am 5. April 2012 veröffentlichte Brown im Internet einen Remix des Liedes, auf dem auch McCall zu hören ist.

## Musikvideo
Das Musikvideo wurde im November 2011 gedreht, dabei führte Colin Tilley, der sich auch bereits für die Visualisierung der Lieder „Deuces“, „Yeah 3x“ und „Look at Me Now“ verantwortlich zeigte, Regie. Vor der Veröffentlichung des Clips wurde ein Bild gezeigt, welches Brown, umgeben von Weihnachtslichtern, zeigte. Am 15. Dezember 2011 feierte das Video schließlich Premiere.
Der Clip besteht hauptsächlich aus Szenen, in denen sowohl McCall als auch Brown zu Gast auf einer Party sind, und einzelnen Sequenzen, in denen Brown in einem Raum singt, welcher von Weihnachtsliedern erleuchtet wird. Außerdem sieht man ihn in kurzer Hose und Jacke auf einem Berg stehen.

## Kommerzieller Erfolg

### Chartplatzierungen
In den Billboard Hot 100 stieg das Lied auf Platz 85 der Charts ein und erreichte später mit Rang 37 seine Höchstposition. In der Liste der Hot R&B/Hip-Hop Songs der USA erlangte der Titel Position 3. Im Vereinigten Königreich stieg die Single lediglich auf Platz 78 ein und verweilte eine Woche.
| ChartsChartplatzierungen       | Höchstplatzierung | Wochen |
| ------------------------------ | ----------------- | ------ |
| Vereinigte Staaten (Billboard) | 37 (20 Wo.)       | 20     |
| Vereinigtes Königreich (OCC)   | 78 (1 Wo.)        | 1      |

### Auszeichnungen für Musikverkäufe
| Land/Region               | Auszeichnungen für Musikverkäufe (Land/Region, Auszeichnung, Verkäufe) | Verkäufe  |
| ------------------------- | ---------------------------------------------------------------------- | --------- |
| Australien (ARIA)         | Platin                                                                 | 70.000    |
| Neuseeland (RMNZ)         | Gold                                                                   | 7.500     |
| Vereinigte Staaten (RIAA) | 2× Platin                                                              | 2.000.000 |
| Insgesamt                 | 1× Gold · 3× Platin ·                                                  | 2.077.500 |

Hauptartikel: Chris Brown (Sänger)/Auszeichnungen für Musikverkäufe